# Susanne Nielsson
Susanne Schultz Nielsson (født 8. juli 1960 i Aarhus) er en dansk svømmer, der vandt bronze i 100 meter brystsvømning ved Sommer-OL 1980 i Moskva. Svømmede for Aarhus Gymnastikforening.
Susanne Nielsson er opvokset i en svømmeinteresseret familie i Malling syd for Aarhus, og hendes mor, Birgit Schultz Nielsen, er tidligere Danmarksmester i svømning.
Susanne Nielsson fik sit gennembrud i en meget ung alder, hun var bare 12 år gammel, da hun vandt sit første danske seniormesterskab. Den norske svømmetræner Hallbjørn Stenhaug blev hendes træner i 1973, da han blev ansat i hendes klub AGF. Han var derefter hendes træner frem til De Olympiske Lege 1980, med undtagelse af en kort afbrydelse i 1978.
Stenhaug introducerede helt nye træningsmetoder i Danmark. Susanne Nielsson trænede op til 12 gange om ugen og mellem 10-12 kilometer om dagen og enkelte dage 20 kilometer. Hun var den første danske svømmer, som trænede så omfattende, og resultaterne kom hurtigt. Hun deltog i sit første OL som 16-årig i Montreal 1976. Her blev hun slået ud i de indledende heat på begge brystsvømningsdistancerne. Det store internationale gennembrud kom året efter, hvor det blev til EM-sølv, efterfugt af VM-bronze året derpå. Karrierens højdepunkt var OL-bronze ved OL i 1980 i Moskva. På 100 meter blev hun kun overgået af DDRs Ute Geweniger og Sovjetunionens Elvira Vasilkova. Det blev også til en 4. plads på 200 meter, tidsmæssigt 36 hundreddele fra bronze og kun overgået af tre sovjetiske svømmere. Det var Susanne Nielsson uheld, at hun var på toppen i en periode, da kvindernes svømning var totalt domineret af østtyske og sovjetiske svømmere.
Susanne Nielsson vandt i perioden 1974-1983 mere end 90 danmarksmesterskaber og satte over 100 danske rekorder. Af disse var to uofficielle verdensrekorder. Først i 30. juli 2002 blev hendes sidste danske rekord overgået: Majken Thorup Toft fra Aalborg Svømmeklub svømmede 100 meter brystsvømning på 1.10,33, hvilket slettede den gamle rekordtid på 1.11,16, som Susanne Nielsson havde sat helt tilbage i OL-finalen 1980. Hendes rekord fra dengang fik altså lov at stå som dansk rekord i 22 år.
Efter folkeskolen fik Susanne Nielsson en lærlingekontrakt med sportstøjfirmaet Hummel. Denne lærlingeplads havde hendes klub AGF forhandlet sig til på hendes vegne. Hun gik på handelsskole, fik økonomisk støtte og frie muligheder for at træne og rejse til svømmestævner. Hun afbrød dog senere uddannelsen. Løsningen med uddannelse og arbejde, som Susanne Nielsson fik, har paralleller til det, som Team Danmark siden 1985 har udført for at støtte eliteidrætsudøvere.
Susanne Nielsson og hendes træner havde oprindelig planlagt, at svømmekarrieren skulle slutte efter OL i 1980, men da hun gik voldsomt op i vægt efter at være stoppet med træningen, genoptog hun svømningen og fortsatte med at dominere på nationalt plan nogle år til, men stoppede så definitivt i 1983.
Efter karrieren har Susanne Nielsson været kritisk over for den måde, hele hendes svømmekarriere blev gennemført på; “Jeg rettede mig efter, hvad de voksne omkring mig sagde. Jeg var meget uselvstændig og fulgte bare med. Da jeg blev ældre, blev jeg desuden udsat for et meget stærkt pres fra Dansk Svømme-Forbund, AGF, Stenhaug og af min mor. Og så følte jeg ikke, at jeg kunne tillade mig at stoppe,” har hun udtalt. Det blev ikke bedre af mediernes skriverier om forholdet mellem henne og hendes træner, der blev fremstillet som særdeles konfliktfyldt.
Hun har derfor fortrudt, at hun som ung satsede så intensivt på svømningen, som hun har sagt; “for man har kun ét liv,”. Hun synes selv, at hun betalte en meget høj pris for at nå de resultater, der gjorde hende til et af dansk svømnings største navne gennem tiderne.
Efter karrieren har hun haft forskellige job, bl.a. som bademester, livredder, svømmelærer og receptionist.

## Internationale meriter
- Sølv 200 meter brystsvømning ved Junior Europamesterskabet 1975.
- Sølv 200 meter brystsvømning ved Europamesterskabet 1977.
- Bronze 200 meter brystsvømning ved Verdensmesterskabet 1978.
- Bronze 100 meter brystsvømning ved De Olympiske Lege 1980.

## Udmærkelser
- I 1978 modtog hun B.T.s Guld.
- I 1975 & 1976 & 1977 modtog hun Boye-pokalen.
- I 1975 & 1976 blev hun kåret som Årets Idrætsudøver i Aarhus.